# Radek Opršal
Radek Opršal (Ostrava, 9 maggio 1978) è un ex calciatore ceco, di ruolo difensore.

## Caratteristiche tecniche
È un terzino sinistro.